# Halticoptera flavicornis
Halticoptera flavicornis is een vliesvleugelig insect uit de familie Pteromalidae. De wetenschappelijke naam is voor het eerst geldig gepubliceerd in 1808 door Spinola.